# Беньямін Генрікс
Беньямін Генрікс (нім. Benjamin Henrichs, нар. 23 лютого 1997, Бохольт) — німецький футболіст, захисник, півзахисник клубу «РБ Лейпциг» та національної збірної Німеччини.

## Клубна кар'єра
Народився 23 лютого 1997 року в місті Бохольт. Вихованець футбольної школи клубу «Баєр 04». Дорослу футбольну кар'єру розпочав 2015 року в основній команді того ж клубу, кольори якої захищав до 2018 року.
28 серпня 2018 перейшов до французького «Монако», вартість трансфера склала 20 мільйонів євро. Станом на 1 червня 2020 провів 44 матчі за монегаскський клуб у всіх змаганнях.
Влітку 2020 року Генрікс перейшов на правах оренди в «РБ Лейпциг». 12 квітня наступного року німецький клуб підписав з ним повноцінний 4-річний контракт, скориставшись опцією викупу за 15 млн євро. У першому сезоні провів у складі «РБ Лейпциг» 20 матчів у всіх турнірах.

## Виступи за збірні
2011 року дебютував у складі юнацької збірної Німеччини, взяв участь у 37 іграх на юнацькому рівні, відзначившись 8 забитими голами.
З 2016 року залучається до складу молодіжної збірної Німеччини. На молодіжному рівні зіграв у 2 офіційних матчах.
Того ж 2016 року дебютував в офіційних матчах у складі національної збірної Німеччини. 2017 року був заявлений у складі головної збірної для участі у розіграші Кубка конфедерацій у Росії.

## Титули і досягнення
- Медаль Фріца Вальтера: Категорія до 19 років (2016) (золото)

- Володар Кубка Німеччини (2):

«РБ Лейпциг»: 2021–22, 2022–23
- Володар Суперкубка Німеччини (1):

«РБ Лейпциг»: 2023
Збірна Німеччини
- Володар Кубка конфедерацій: 2017